# Noch einmal Ferien
Noch einmal Ferien (Last Holiday) ist eine US-amerikanische Filmkomödie aus dem Jahr 2006. Regie führte Wayne Wang, das Drehbuch schrieben Jeffrey Price und Peter S. Seaman.

## Handlung
Georgia Byrd ist eine Angestellte in einem Kaufhaus in New Orleans. Die begeisterte Hobbyköchin verletzt sich leicht bei einem Arbeitsunfall und wird medizinisch untersucht. Der behandelnde Betriebsarzt Dr. Gupta stellt mittels CT fest, dass sie unter einem Hirntumor leidet und nur noch ungefähr drei Wochen zu leben hat. Ihre Krankenversicherung ist nicht bereit, die Kosten der Gehirnoperation zu decken.
Georgia will über ihre Probleme mit ihrem Chef Adamian sprechen, der jedoch nicht zuhören will. Die wütende Frau zerstört sein Handy, sagt umfassend ihre Meinung und kündigt ihre Arbeitsstelle. Als sie das Kaufhaus verlässt, spricht sie ihr Kollege Sean Matthews an, der sie zu einem Basketballspiel einladen will. Obwohl sie in ihn verliebt ist, sagt sie ihm ab und behauptet, keine Zeit zu haben. Georgia kommt auf den Gedanken, dass sie in der verbleibenden Zeit einen Teil ihrer Träume verwirklichen kann, hebt ihre gesamten Ersparnisse ab, löst ihren Rentenfonds auf und fliegt nach Karlsbad, wo sie im Grandhotel Pupp absteigt und das Luxusleben genießt. Bei der High-Society-Gesellschaft dort fällt sie auf als unbekannte Reiche, die kein Blatt vor den Mund nimmt, bei den Angestellten ist sie wegen ihrer freundlichen Art beliebt.
Im Hotel sind auch Senator Dillings, der eigentlich jetzt in Georgias Kirchengemeinde in Louisiana einen Termin hat, und der Kaufhauskonzernbesitzer Kragen mit seiner Geliebten zu Gast. Die beiden Männer planen einen mehr oder weniger gemauschelten Deal für Dillings Wiederwahl. Georgia schafft es, den berühmten Küchenchef Didier und sämtliche Gäste und Angestellte für sich einzunehmen und Kragen als  Unmensch zu entlarven.
Sean sucht inzwischen seine frühere Kollegin. Er findet heraus, wohin sie gefahren ist, und folgt ihr nach Karlsbad. Dr. Gupta stellt fest, dass Georgia mit einem defekten CT-Gerät untersucht wurde und die Diagnose falsch war, und schickt ihr ein Fax in das Hotel. Georgia und Sean kehren schließlich zusammen nach New Orleans zurück, um zu heiraten, und eröffnen gemeinsam ein eigenes Restaurant mit dem Geld, das Georgia im Hotel-Casino gewonnen hat.

## Kritiken
Roger Ebert schrieb in der Chicago Sun-Times vom 13. Januar 2006, der Film verwandle dank der „Wärme“ der Hauptdarstellerin die „knirschende“ alte Formel in eine Komödie, die man lieben könne. Die „idiotische Handlung“ („Idiot Plot“) beruhe auf einer Serie komplizierter Missverständnisse. Der Regisseur habe ein Gespür für romantische Komödien mit menschlichen Dimensionen.
Das Lexikon des internationalen Films schrieb, der Film sei ein „rührseliges Remake einer Komödie aus den 1950er-Jahren, in dem die blendend aufgelegte Hauptdarstellerin die tragischen Aspekte beiseite wischt und den Film zum Happy End führt“.
Die Zeitschrift Cinema schrieb, der Film könne es nicht „mit dem Original aufnehmen“. Das „Slapstick-Spektakel“ triefe zu stark „vor Kitsch, Klischees und plumpem Klamauk“. Erst dank der Hauptdarstellerin werde „das Plädoyer, jeden Tag so zu leben, als sei es der letzte, doch noch herzig“. Dagegen urteilt Prisma: „Was hier als Komödie verkauft wird, entpuppt sich als nervige und am Ende gar allzu schmalzige Klamotte jenseits jeglicher Glaubwürdigkeit. Hauptdarstellerin Queen Latifah stolpert hilflos durch als Slapstick getarnte Blödeleien. Derlei Werke kann man sich getrost sparen.“

## Auszeichnungen
Zu den drei Nominierungen für den Teen Choice Award im Jahr 2006 gehörten jene für Queen Latifah und LL Cool J. Queen Latifah wurde außerdem 2006 für den Black Movie Award und 2007 für den Image Award nominiert.

## Hintergründe
Der Film ist ein Remake des Films Ferien wie noch nie aus dem Jahr 1950 mit Alec Guinness in der Hauptrolle.
Der Film wurde in New Orleans, in Karlsbad und in Tirol (die Ski- und Snowboardszenen wurden in Zams am Venet) gedreht. Seine Produktionskosten betrugen schätzungsweise 45 Millionen US-Dollar. Der Film spielte in den Kinos der USA ca. 38,36 Millionen US-Dollar ein.
Smokey Robinson und Emeril Lagasse haben Cameo-Auftritte.